# 喉頭炎
喉頭炎（こうとうえん、英: Laryngitis）とは、 喉頭（発声器）の炎症である。よくみられる症状には嗄れ声が多く、発熱、咳、首の前部分の痛み、嚥下困難などがあげられる。これらの症状は一般的に2週間ほど続く。
喉頭炎は、3週間未満の場合は急性疾患に分類され、３週間以上続く場合は慢性疾患に分類される。急性疾患の場合は通常、ウイルス性の上気道感染症の一種として発生する。この他に感染症や咳などによる外傷も原因になる。慢性疾患の場合は、喫煙、結核、アレルギー、胃食道逆流症、関節リウマチ、サルコイドーシスなどにより発生する。根本的な機序には声帯への刺激関与している。
さらなる検査の必要性が懸念される徴候には、喘鳴、首への放射線治療歴、嚥下障害、3週間を超える症状、喫煙歴などがあげられる。もし、懸念される条項が存在する場合には、喉頭鏡検査によって声帯を検査する必要がある。同様の症状を引き起こす可能性のある他の疾患には、急性喉頭蓋炎、クループ、異物の嚥下、喉頭癌などがあげられる。
急性型は一般的に特別な治療をせずとも解消される。喉を休めて充分な水分補給をすることが効果的な場合がある。抗生物質は一般的に急性型に対して効果的でないとされる。急性型は一般的にみられるが、慢性型は一般的ではない。慢性型は中年の人に最も多くみられ女性よりも男性に多くみられる。